# Berta leucospilota
Berta leucospilota är en fjärilsart som beskrevs av Turner 1904. Berta leucospilota ingår i släktet Berta och familjen mätare. Inga underarter finns listade i Catalogue of Life.